# Anacyrtoxipha albotibialis
Anacyrtoxipha albotibialis is een rechtvleugelig insect uit de familie krekels (Gryllidae). De wetenschappelijke naam van deze soort is voor het eerst geldig gepubliceerd in 1911 door La Baume.